# Петропавловка (Архангельский район)
Петропавловка (баш. Петропавловка) — деревня в Бакалдинском сельсовете Архангельского района Республики Башкортостан России.
Официально образована в 2006 году (Закон Республики Башкортостан от 21.06.2006 № 329-з «О внесении изменений в административно-территориальное устройство Республики Башкортостан в связи с образованием, объединением, упразднением и изменением статуса населенных пунктов, переносом административных центров», ст. 1).

## Население
| 2009 | 2010 |
| ---- | ---- |
| 10   | ↗14  |